# Emerson (Nueva Jersey)
Emerson es un borough ubicado en el condado de Bergen en el estado estadounidense de Nueva Jersey. En el año 2000 tenía una población de 7.197 habitantes y una densidad poblacional de 1,240.5 personas por km².

## Geografía
Emerson se encuentra ubicado en las coordenadas 40°58′31″N 74°1′38″O / 40.97528, -74.02722.

## Demografía
Según la Oficina del Censo en 2000 los ingresos medios por hogar en la localidad eran de $74,556 y los ingresos medios por familia eran $80,468. Los hombres tenían unos ingresos medios de $52,450 frente a los $36,818 para las mujeres. La renta per cápita para la localidad era de $31,506. Alrededor del 2.4% de la población estaba por debajo del umbral de pobreza.